# Frisia VIII (Schiff, 2010)
Die Frisia VIII ist ein Frachtschiff der Reederei Norden-Frisia, das für die Versorgung von Norddeich zu den Inseln Norderney und Juist eingesetzt wird.

## Geschichte
Die Frisia VIII wurde von der Werft J. J. Sietas in Hamburg-Neuenfelde als Sietas-Typ 184 mit der Baunummer 1220 gefertigt. Das Schiff wurde am 24. Juni 2010 auf Kiel gelegt und am 10. September des Jahres ausgedockt. Die Übergabe an die Reederei fand am 14. Oktober 2010 statt, die Taufe in Norddeich am 28. Oktober 2010. Die Kosten beliefen sich auf 6,5 Millionen Euro.
Das Schiff erweitert die Flotte der Reederei Norden-Frisia. Neben dem gestiegenen Frachtaufkommen von 350.000 Tonnen im Jahr 2010 nach Norderney werden jährlich rund 23.000 Tonnen Ladegut zur Insel Juist geliefert. Aufgrund der speziellen Bauform kann die Frisia VIII auch sperrige Ladung und schwere Straßenfahrzeuge aufnehmen. Das Schiff ist zudem hochbordiger als die ältere Frisia VII.
Am 23. März 2012 wurde die Frisia VIII unter anderem wegen des Einsatzes eines Partikelfilters und einer Abgasbehandlungsanlage gegen Stickoxidale als erstes Schiff mit dem blauen Engel für umweltfreundliches Schiffsdesign (RAL-UZ 141) ausgezeichnet.